# Tragico ritorno
Pour plus de détails, voir Fiche technique et Distribution.
Tragico ritorno est un film italien réalisé par Pier Luigi Faraldo, sorti en 1952.

## Fiche technique
- Titre : Tragico ritorno
- Réalisation : Pier Luigi Faraldo
- Scénario : Pier Luigi Faraldo, Leo Bomba, Giuseppe Mangione, Sergio Pugliese (en), Ermanno Randi et Giacinto Solito
- Photographie : Alvaro Mancori
- Musique : Costantino Ferri
- Pays d'origine : Italie
- Format : Noir et blanc - 1,37:1 - Mono
- Genre : drame
- Durée : 98 minutes
- Date de sortie : 1952

## Distribution
- Doris Duranti : Elisa
- Marcello Mastroianni : Marco
- Franca Marzi : Donna Carmela
- Fosca Freda : Giovanna
- Dante Maggio : Nicola